# み

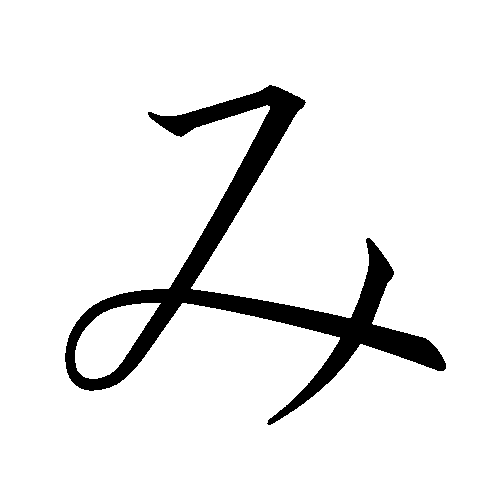
平假名み

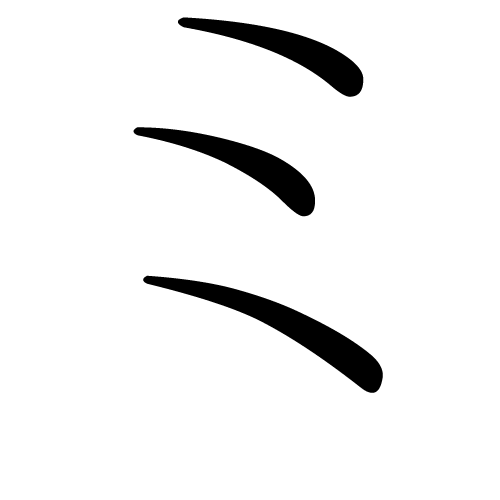
片假名ミ

平假名み和片假名ミ是日语的假名之一，由一个音节组成。在日语五十音图中排第7行第2个（ま行い段）的位置。

## 筆劃順序

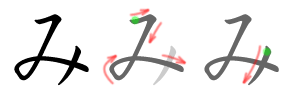
平假名み的筆劃順序

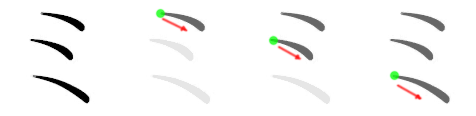
片假名ミ的筆劃順序

## 關於み和ミ
| 現代日語發音     | 由1個子音和1個母音形成／mi／音    |
| 五十音顺序       | 第32位                            |
| 伊吕波顺序       | 第41位，「め」之后、「し」之前    |
| 平假名「み」字源 | 「美」字的草書體的下部            |
| 片假名「ミ」字源 | 「三」字的變形                    |
| 日语罗马字       | 平文式罗马字：mi 训令式罗马字：mi |
| 点字：           | \| ●－ ●● \|                      |
| 通话表           | 「三笠のミ」                      |
| 摩尔斯电码       | ・・－・－                        |
| ●－ ●●           |                                   |